# Артеменко Артем Олександрович
Арте́м Олекса́ндрович Арте́менко (нар. 2 серпня 1993, Супрунівка, Полтавська область, Україна — пом. 19 жовтня 2023, Лиман Перший, Харківська область, Україна) — солдат Збройних сил України, учасник російсько-української війни. Кавалер ордена «За мужність» II та III ступенів.

## Життєпис
Народився 2 серпня 1993 року в селі Супрунівка Полтавської області. Навчався у Супрунівській середній школі. Після закінчення школи вступив до Полтавського університету економіки і торгівлі, де в 2015 році здобув вищу освіту.

### Російсько-українська війна
З початком повномасштабного вторгнення, 27 лютого 2022 року пішов добровольцем до Збройних сил України. Після проходження військової підготовки проходив службу у складі 14-ї окремої механізованої бригади. Обіймав посаду навідника-оператора 2-го механізованого відділення, 3-го механізованого взводу, 9-ї механізованої роти, 3-го механізованого батальйону 14 ОМБр. Під час виконання бойових завдань двічі зазнав поранень. Після лікування далі служив у складі свого підрозділу.
Загинув 19 жовтня 2023 року внаслідок ворожого обстрілу поблизу села Лиман Перший Купʼянського району Харківської області. Похований 24 жовтня на кладовищі в місті Полтава.

## Нагороди та відзнаки
- орден «За мужність» III ступеня (2023) — за особисту мужність, виявлену у захисті державного суверенітету та територіальної цілісності України, самовіддане виконання військового обов’язку[5];
- орден «За мужність» II ступеня (2024, посмертно) — за особисту мужність, виявлену у захисті державного суверенітету та територіальної цілісності України, самовіддане виконання військового обов’язку[6];
- нагрудний знак Полтавської обласної ради «За вірність народу України» I ступеня[7].